# Papa Clemente XIV
Papa Clemente XIV, in latino Clemens PP. XIV, al secolo Giovanni Vincenzo Antonio (e in religione Lorenzo) Ganganelli (Santarcangelo di Romagna, 31 ottobre 1705 – Roma, 22 settembre 1774), è stato il 249º vescovo di Roma (248º successore di Pietro) e papa della Chiesa cattolica dal 28 maggio 1769 alla morte. Apparteneva all'Ordine dei frati minori conventuali.

## Biografia
Nacque a Santarcangelo, piccolo paese vicino a Rimini, nello Stato Pontificio. Era figlio di Lorenzo Ganganelli, medico originario di Borgo Pace, nell'ex Ducato di Urbino, e di Angela Serafina Maria Mazzi (o Macci), nobile pesarese. Venne battezzato il 2 novembre nella chiesa della parrocchia di Sant'Agata.
Rimasto orfano in tenera età, fu destinato alla vita monastica. Studiò al seminario dei Gesuiti di Rimini, poi si perfezionò presso gli Scolopi di Urbino. All'età di 17 anni entrò nel noviziato del convento di Urbino dei Francescani conventuali (7 aprile 1723); il 16 maggio dello stesso anno vestì l'abito nella chiesa di San Francesco a Mondaino. Il 18 maggio 1724 scelse come nome religioso Lorenzo, in memoria del padre.
Nel 1731 ottenne la licenza in teologia nello Studium francescano e il titolo di Maestro; probabilmente ricevette nello stesso anno gli Ordini sacri. Successivamente iniziò a insegnare nei seminari in varie città italiane. Nel 1740, a soli trentacinque anni, fu chiamato a Roma a dirigere il collegio di San Bonaventura.
Nel 1743 pubblicò l'opera Diatriba Theologica, che dedicò ad Ignazio di Loyola, fondatore dei Gesuiti. Il suo operato in qualità di reggente del collegio gli procurò la stima di papa Benedetto XIV, che lo nominò consultore dell'Inquisizione. 

Fondò a Roma il Collegio di Sant'Antonio presso la chiesa di S. Efrem, per la formazione dei missionari dell'Ordine dei frati minori conventuali, cui apparteneva.
Nel 1748 avviò un rapporto epistolare con Ludovico Antonio Muratori, uno dei massimi eruditi dell'epoca. Per due volte, nel 1753 e nel 1756, fu proposto come Generale dell'Ordine: entrambe le volte declinò. Papa Clemente XIII, successore di Benedetto XIV, gli concesse la porpora cardinalizia, ma i rapporti tra i due si congelarono presto in quanto il Ganganelli non approvò la politica anti-francese del pontefice. La sua influenza presso la Curia romana cessò e, negli anni seguenti, il cardinale condusse una vita ritirata. Per quasi dieci anni (1759-69) abitò in un convento dei Francescani conventuali dell'Urbe.

### Cronologia incarichi
- 1740: è rettore del collegio di San Bonifacio;
- 1741: è definitore generale (definitor generalis) dei Francescani conventuali;
- 1746: è consultore della Santa Inquisizione[2] e poi coadiutore di padre Innocenzo Balestracci nella medesima congregazione[6];
- 24 settembre 1759: è nominato cardinale presbitero da Clemente XIII;
- 19 novembre 1759: assume il titolo di San Lorenzo in Panisperna;
- 29 marzo 1762: opta per il titolo dei Santi XII Apostoli;
- 19 maggio 1769: viene eletto romano pontefice.

### Il Conclave del 1769

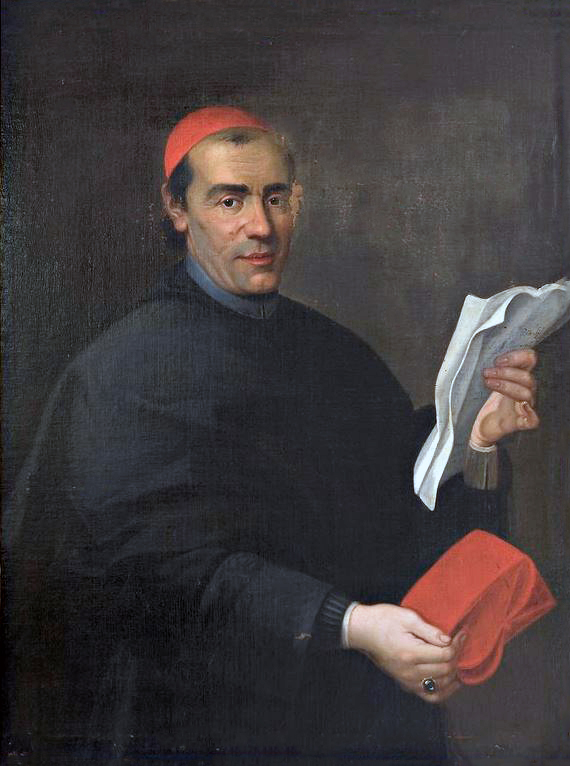
Ritratto del cardinale Ganganelli

Il conclave si tenne dal 15 febbraio al 19 maggio 1769 nel Palazzo Apostolico; vi parteciparono 57 cardinali. Fu il più contrastato degli ultimi due secoli.
Il casato dei Borbone, che sedeva sui troni di Francia, Spagna, Napoli e Parma, voleva che, qualunque pontefice fosse stato eletto, decidesse la soppressione dei Gesuiti. L'ambasciatore francese a Roma, Joseph-Henri Bouchard d'Esparbez de Lussan, e il suo omologo spagnolo, Tomás Azpuru, cercarono d'influenzare il più possibile in questo senso gli orientamenti dei cardinali. Inizialmente, i regnanti della famiglia dei Borbone pretendevano addirittura che i candidati s'impegnassero in maniera vincolante a sopprimerla.
In marzo giunsero a Roma in visita ufficiale l'imperatore Giuseppe II d'Asburgo-Lorena e il fratello Leopoldo I di Toscana (suo successore al trono), che visitarono i cardinali e conferirono con loro. Contro ogni intromissione di matrice politica, il gruppo dei cardinali “zelanti” rivendicò il primato dello Spirito Santo nella scelta del futuro pontefice. Ma la politica era presente anche all'interno del collegio cardinalizio: il francese François-Joachim de Pierre de Bernis e il napoletano Domenico Orsini svolsero un ruolo attivo nello spingere i membri del Sacro collegio a scegliere un uomo a loro gradito.
Nella fase finale del conclave era in vantaggio Marcantonio Colonna; Ganganelli divenne il secondo più votato il 14 maggio e si mantenne tra i primi tre nei giorni successivi, fino a raggiungere il quorum il 18 maggio. Dopo ben tre mesi e 179 votazioni, il 19 maggio 1769 la scelta cadde su Ganganelli, non tanto perché nemico dichiarato dei Gesuiti, quanto perché era il meno inviso alle varie fazioni contrapposte. Ganganelli, non essendo vescovo, venne consacrato il 28 maggio successivo dal cardinale Federico Marcello della Rovere, cardinale-vescovo di Porto e Santa Rufina, coadiuvato da Giovanni Francesco Albani, cardinale-vescovo di Sabina, e da Enrico Benedetto Stuart, duca di York e cardinale-vescovo di Frascati. Fu incoronato romano pontefice il 4 giugno dal cardinale Alessandro Albani. Come nome pontificale scelse quello del suo predecessore. Fu l'ultimo papa proveniente dall'Ordine francescano, nonché l'ultimo a chiamarsi Clemente.

## Il pontificato
- Segretario di Stato: Lazzaro Opizio Pallavicini (1769-1785)
- Camera Apostolica:
  - Camerlengo: Carlo Rezzonico (1763-1799)
  - Tesoriere: Giovanni Angelo Braschi (1766 – 1773), Guglielmo Pallotta (1773-1777)
- Congregazioni:
  - Inquisizione: Neri Maria Corsini (1753-1770), Giovanni Francesco Stoppani (1770-1774)
  - Riti: Flavio Chigi (1768-1771), Mario Compagnoni Marefoschi (1771-1780)
  - Indice: ...
  - Concilio: Ferdinando Maria de' Rossi (1759-1775)
  - Buon governo: Federico Lante della Rovere (1759-1773); Antonio Casali (1773-1787)
  - Vescovi: Carlo Alberto Guidobono Cavalchini (1748-1774)
  - Consulta: ...
- Tribunali della Curia:
  - Penitenziere Maggiore: Giovanni Carlo Boschi (1767 – 1773), ...
  - Prefetto della Segnatura Apostolica: Neri Maria Corsini (1733-1770), Andrea Corsini (1770-1795)
  - Decani della Rota Romana: Bartolomeo Olivazzi (1765 – 11 settembre 1769), Alessandro Ratta (1770 - 1783)
- Vicario per la diocesi di Roma: Marcantonio Colonna (1762-1793)

### Relazioni con le istituzioni della Chiesa

#### Compagnia di Gesù

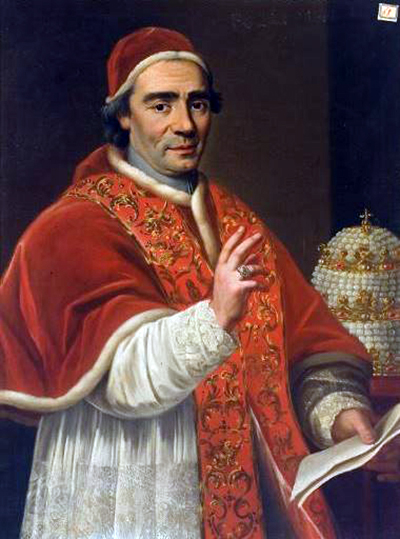
Papa Clemente XIV

Il pontificato di papa Clemente XIV si svolse in un periodo in cui la maggior parte dei regnanti cattolici cercava di vietare l'attività della Compagnia di Gesù. Il papa non era personalmente favorevole allo scioglimento della Compagnia ed era inizialmente indeciso.
Il cardinale francese François-Joachim de Pierre de Bernis si fece latore delle richieste, in questo senso, dei re di Francia e Spagna. Già il 22 luglio 1769 Clemente XIV, eletto da appena due mesi, ricevette la richiesta di affrontare la questione. Il papa scrisse al re di Francia il 1º ottobre e successivamente (il 30 novembre) al re di Spagna, promettendo che non avrebbe lasciato la questione irrisolta.
Inizialmente aveva pensato di riformare radicalmente la Compagnia, per esempio vietando ai Gesuiti di accogliere novizi e stabilendo che i seminari guidati dai Gesuiti passassero sotto il comando del vescovo locale (il primo che subì questa decisione fu il seminario di Frascati).
Ma evidentemente ciò non fu sufficiente. Nel 1772 l'ambasciatore spagnolo presso la Santa Sede comunicò che il suo re stava pensando di nazionalizzare le congregazioni religiose presenti sul territorio ispanico. Allo stesso tempo propose questo scambio: la restituzione di Avignone e di Benevento alla Chiesa in cambio della soppressione della Compagnia.

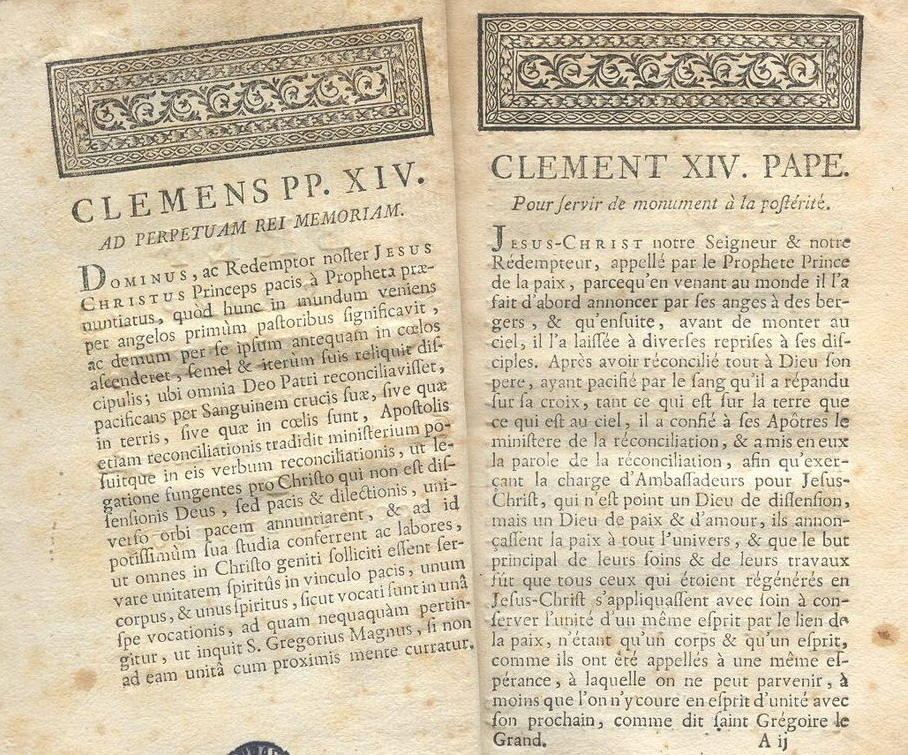
Prima pagina della Dominus ac Redemptor con testo in francese e in latino

Nel 1773 si diffuse in tutta Europa la voce che Francia e Spagna stessero progettando l'invasione congiunta dello Stato Pontificio. L'arciduchessa d'Austria, Maria Teresa, espresse ufficialmente la propria neutralità. Mancando il sostegno dell'Austria, al papa non rimase che adempiere alla richiesta dei re borbonici. Dopo aver resistito per ben quattro anni, il 21 luglio 1773 emise la bolla (scritta l'8 giugno) Dominus ac Redemptor con cui dispose lo scioglimento della Compagnia di Gesù.
La soppressione della Compagnia fu celebrata dalle classi dominanti come una vittoria della ragione. In realtà fu una vittoria dell'illuminismo e dell'assolutismo sul papato. 
I gesuiti accettarono la decisione del pontefice senza opposizione alcuna. Su pressione delle Corti borboniche, il generale dei gesuiti, Lorenzo Ricci, fu arrestato e imprigionato in Castel Sant'Angelo.

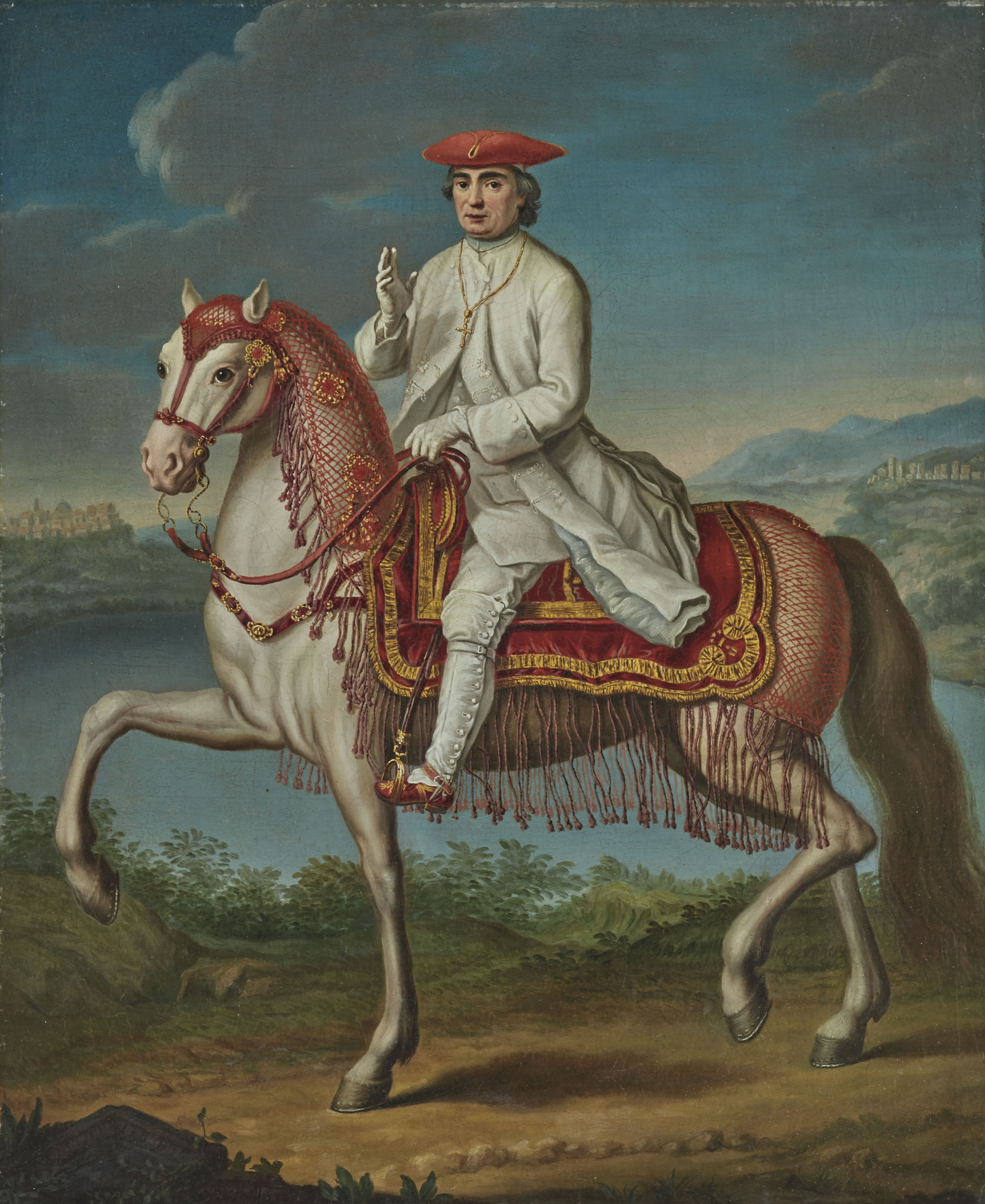
Ritratto di Clemente XIV a cavallo di fronte a Castel Gandolfo

Cessava di esistere all'interno della Chiesa cattolica un ordine molto influente nei centri decisionali europei e caratterizzato da un rigido riserbo nella vita pubblica, tanto nelle corti monarchiche quanto in quella pontificia.

#### Chiese di rito orientale
- Nel 1770 fu riorganizzata la gerarchia cattolica in Rutenia (regione ad est della Galizia);
- Nel 1771 il pontefice riconobbe la professione di fede cattolica del Patriarca della Chiesa d'Oriente Eliyya XII e lo accolse nella comunione cattolica[12];
- Nel 1772 approvò definitivamente le costituzioni dell'Ordine basiliano di San Giovanni Battista (la prima approvazione si era avuta nel 1757 per opera di Benedetto XIV).

#### Ordini religiosi e congregazioni
- Il 16 novembre 1769 Clemente XIV riconobbe solennemente[13] la Congregazione della Passione di Gesù Cristo (i cui membri sono detti “passionisti”), fondata nel 1720 da Paolo della Croce. Nel 1773 affidò loro la cura della chiesa e convento dei Santi Giovanni e Paolo al Celio;
- Il 21 febbraio del 1772 Clemente XIV approvò il Reale e Distinto Ordine di Carlo III, re di Spagna. Il pontefice concesse all'Ordine gli stessi privilegi degli Ordini religiosi cavallereschi[14].

### Principali documenti del pontificato
- Il 21 settembre 1769 pubblicò l'enciclica Decet Quam Maxime che conteneva informazioni sulla corruzione dei chierici, alcune sue disposizioni per rimediarvi e altre note riguardanti l'amministrazione delle parrocchie[4];
- Il 12 dicembre 1769 il pontefice pubblicò due encicliche:
  - Cum Summi Apostolatus, in cui avvertiva i vescovi sui pericoli rappresentati dalle nuove idee razionalistiche che si diffondevano in Europa.
  - Inscrutabili Divinae: indizione di un Giubileo straordinario per impetrare un felice governo della Chiesa (12 dicembre 1769);
- Il 16 marzo 1771 emanò il breve Magna Atque;
- Il 21 luglio 1773 pubblicò la lettera apostolica Dominus ac Redemptor
- Indisse il Giubileo del 1775 (bolla Salutis nostrae auctor del 30 aprile 1774), ma morì pochi mesi prima della sua apertura.

Fonti: (LA)   Documenta Catholica Omnia, su documentacatholicaomnia.eu.; Clemente XIV, su w2.vatican.va.

### Altri scritti
- Lettere ed altre opere di Clemente XIV Ganganelli, Milano, G. Silvestri, 1831 (versione digitalizzata)

### Relazioni con i monarchi europei

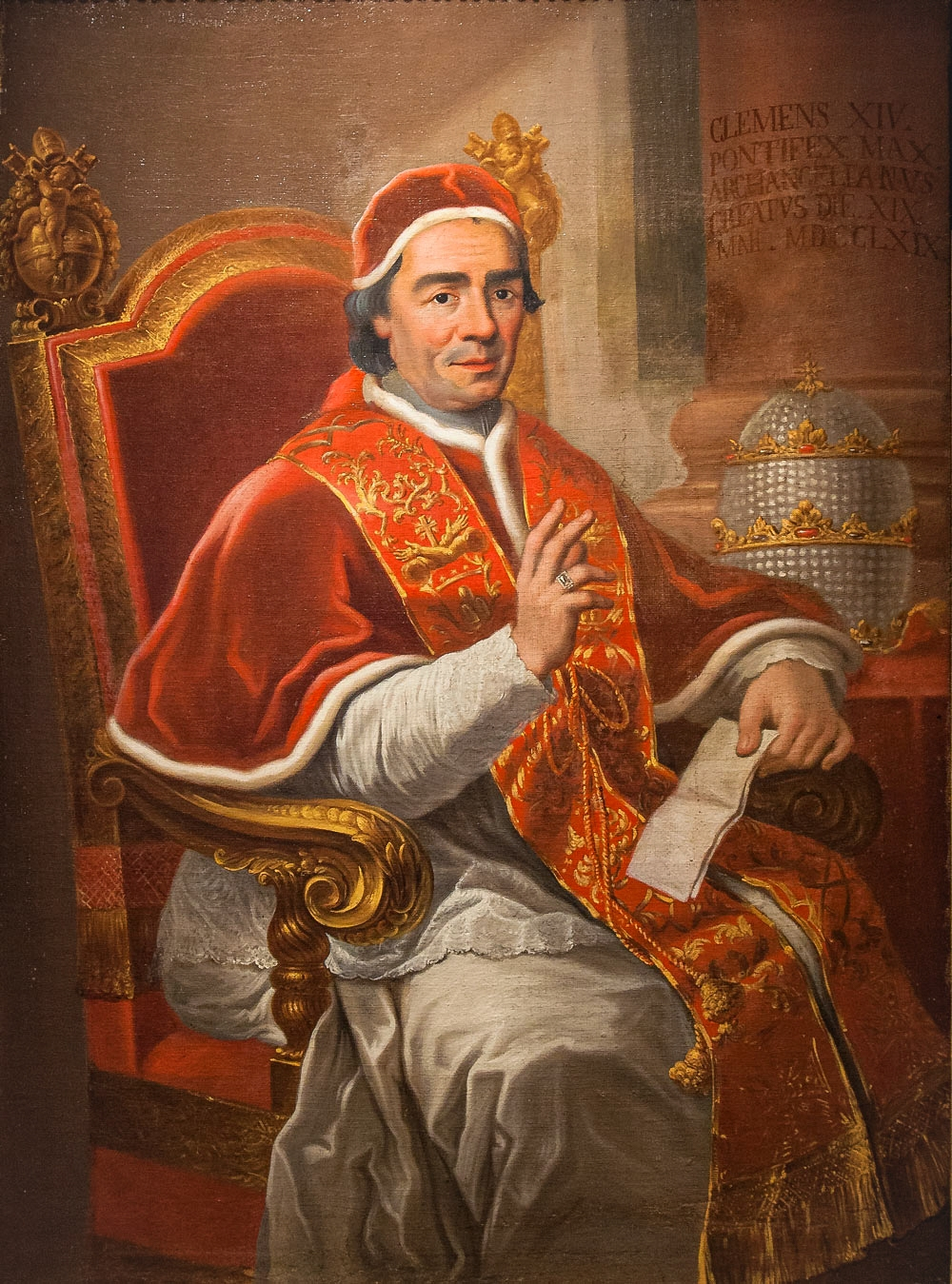
Ritratto olio su tela di Clemente XIV, custodito al Museo Storico Archeologico di Santarcangelo di Romagna

Il pontificato di Clemente XIV fu volto al recupero dei rapporti diplomatici con le monarchie europee.
Francia
Dopo lo scioglimento della Compagnia di Gesù (vedi supra), il re di Francia restituì alla Santa Sede la città di Avignone e il Contado Venassino.

Re Luigi XV nominò un comitato il cui compito era la secolarizzazione degli ordini religiosi, ma il Papa bloccò l'attività della commissione.
Regni di Spagna e di Napoli
Clemente XIV ebbe buon gioco nell'assumere un atteggiamento conciliante verso i due regni, entrambi governati dal casato dei Borboni: sospese la pubblicazione della bolla In coena Domini, in cui si confutava la legittimità delle decisioni delle autorità civili su quelle religiose.

Dopo lo scioglimento della Compagnia di Gesù (vedi supra), il re di Napoli restituì alla Santa Sede le città di Benevento e Pontecorvo.
Portogallo
Clemente XIV ristabilì le relazioni diplomatiche con il Paese iberico, interrotte nel 1759 a causa delle (presunte) implicazioni dei Gesuiti nel tentativo di assassinio di re Giuseppe I. Creò sei nuove diocesi e concesse la porpora cardinalizia a Paulo António de Carvalho e Mendonça, fratello del primo ministro, marchese di Pombal.
Polonia
Il pontefice salvaguardò l'unità della Chiesa polacca quando la nazione venne spartita tra le potenze vicine (1772).
Prussia
Il re Federico II, volendo organizzare un efficiente sistema scolastico, invitò i Gesuiti espulsi dai Paesi cattolici a stabilirsi in Prussia. Anche in Russia l'ordine non fu sciolto, anzi ne venne proibita la soppressione per non rendere precario il sistema scolastico cattolico.

Le buone relazioni diplomatiche tra la Santa Sede e il Paese tedesco culminarono nell'apertura di una chiesa cattolica a Berlino: Sant'Edvige (1773).
Inghilterra
Dopo la morte, il 1º gennaio 1766, del primo pretendente giacobita (Old Pretender) al trono inglese, Giacomo Francesco Edoardo Stuart, figlio ed erede di re Giacomo II d'Inghilterra, Clemente XIV rifiutò di riconoscere il figlio Carlo Edoardo come legittimo sovrano di Gran Bretagna. In questo modo la Santa Sede riconobbe implicitamente la legittimità della dinastia degli Hannover.

Clemente XIV non mancò di offrire ospitalità agli esuli Stuart nei propri palazzi. Si recarono in visita a Roma: Guglielmo Enrico di Hannover, fratello di re Giorgio III (marzo 1772), il duca di Cumberland (nella quaresima del 1774) e la duchessa di Kensington, nel quadro di una politica di assistenza morale e materiale verso i membri cattolici della famiglia reale.

### Opere realizzate a Roma e nello Stato della Chiesa
- Clemente XIV fece ricostruire l'Ospedale di San Rocco (1772-1775);
- Il pontefice restaurò Villa Giulia, destinando l'edificio ad uso dell'esercito (per acquartieramento, magazzinaggio e anche lazzaretto);
- A Civitavecchia fece ricostruire la cattedrale di San Francesco;
- Clemente XIV avviò la ricostruzione di due centri abitati: San Lorenzo Nuovo (VT) e Servigliano (FM, chiamato dal 1771 al 1863 Castel Clementino)[2].

### Patrono di arti e scienze
- Nel 1771 decise di dare una sistemazione permanente a due importanti collezioni d'arte che aveva acquisito (le raccolte Mattei e Fusconi). Diede così vita al Museo Clementino (oggi Museo Pio-Clementino);
- Firmò la bolla di istituzione dell'Università di Münster, in Germania (8 ottobre 1773);
- Protesse l'erudito Francesco Antonio Zaccaria, confermandogli la pensione conferita da Clemente XIII, e il pittore tedesco Anton Raphael Mengs;
- Il pontefice proibì l'evirazione per ottenere voci bianche nelle Scholae Cantorum.

## Morte e sepoltura

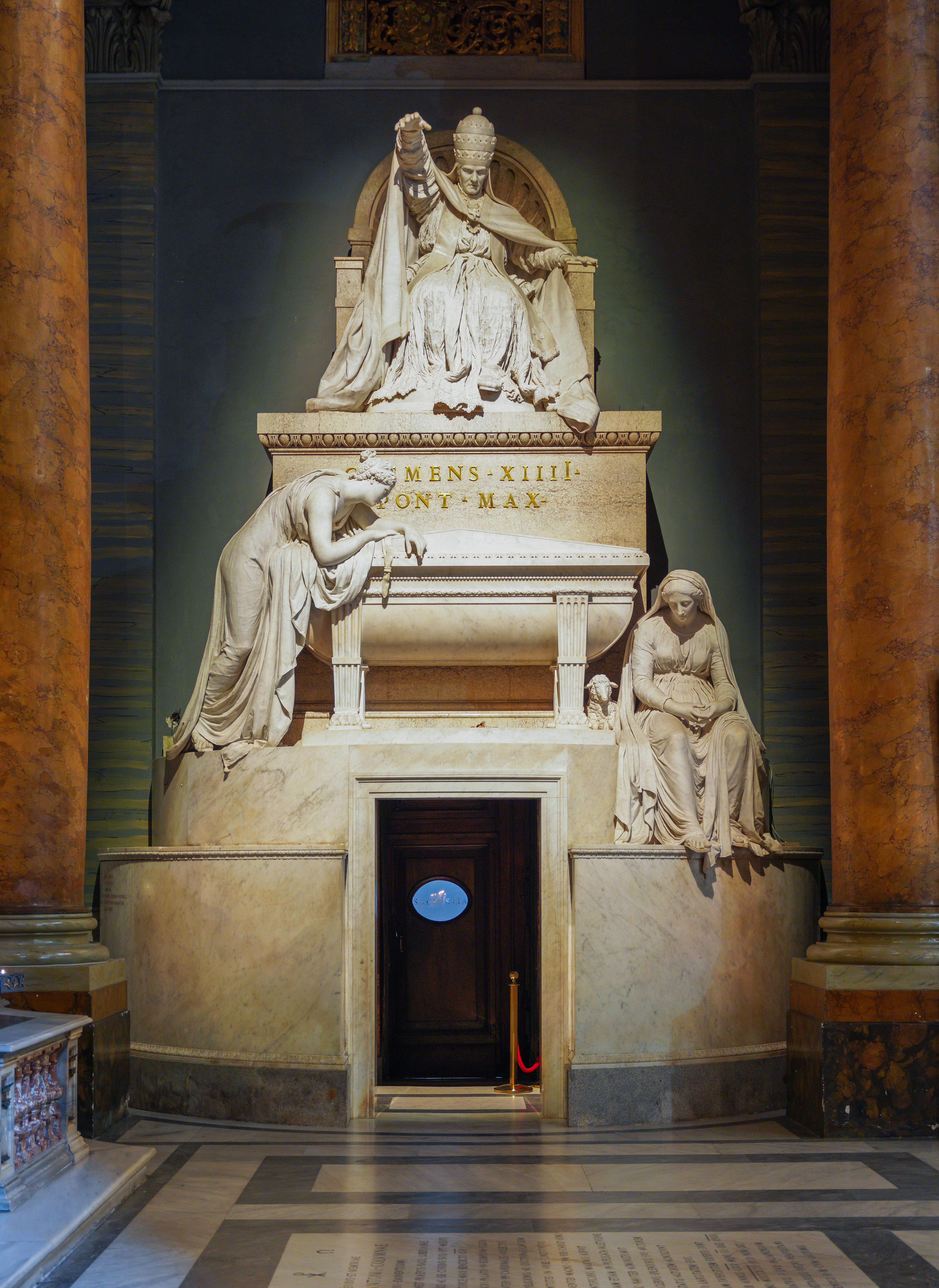
Monumento funerario di Clemente XIV nella basilica dei Santi XII Apostoli

Clemente XIV fu costretto a letto il 10 settembre 1774; morì il 22 settembre in Vaticano per scorbuto. La rapida decomposizione della salma generò il sospetto di un avvelenamento per mano di alcuni esponenti della Compagnia di Gesù, ma che il decesso fosse dovuto all'età e a cause naturali fu confermato sia dal medico personale che dal confessore, i quali comunque dissiparono solo in parte tali voci.

Il 27 settembre venne sepolto in San Pietro.
I suoi concittadini di Santarcangelo di Romagna eressero in suo onore un suggestivo arco situato nella piazza principale, iniziato nel 1772 e terminato nel 1777, a tre anni dalla morte del Papa.
Nel 1802 i suoi resti mortali furono trasferiti nella chiesa francescana dei Santi XII Apostoli, dove fu collocato il suo monumento funerario, scolpito da Antonio Canova.

## Diocesi create da Clemente XIV

### Nuove diocesi
- 10 luglio 1770 (breve Pastoris aeterni):
  - Diocesi di Braganza (in Portogallo, il territorio della diocesi fu ricavato da quella di Miranda);[18]
- 10 luglio 1770 (bolla Agrum universalis Ecclesiae:
  - Diocesi di Beja (in Portogallo, il territorio fu ricavato dall'arcidiocesi di Évora);
- 10 luglio 1770 (bolla Totius orbis ecclesiis):
  - Diocesi di Penafiel (in Portogallo, il territorio fu ricavato dalla diocesi di Porto);
- 10 luglio 1771 (breve Apostolicae Sedi )
  - Diocesi di Pinhel (in Portogallo, il territorio fu ricavato dalle diocesi di Lamego e di Viseu);
- 7 giugno 1771 (bolla Cum excellentissimus):
  - diocesi di Castelo Branco (in Portogallo, il territorio fu ricavato dalla diocesi di Guarda);[19]
- 19 settembre 1771 (bolla Eximia regalium):
  - Eparchia di Mukačevo (in Rutenia, fino ad allora i fedeli di rito bizantino erano soggetti alla diocesi di Eger, in Ungheria);
- 1º giugno 1772 (bolla Praecipua demandati):
  - Diocesi di Biella (il territorio fu ricavato dalla diocesi di Vercelli);
- 3 agosto 1772 (bolla Quod nobis):
  - Diocesi di Susa (il territorio fu ricavato dalle giurisdizioni delle abbazie nullius di San Giusto di Susa e di San Pietro di Novalesa e dall'arcidiocesi di Torino);
- 12 aprile 1774 (bolla Militantis ecclesiae):
  - Diocesi di Aveiro (in Portogallo, il territorio fu ricavato dalla diocesi di Coimbra).

### Unificazioni
- 15 giugno 1772: le diocesi di Chiusi e di Pienza furono unite aeque principaliter'[20].
- 9 luglio 1773: le diocesi di Bosnia e di Sirmio furono unite (breve Universis orbis Ecclesiis)[21].

### Vicariati patriarcali
- Arcieparchia di Alessandria dei Melchiti della Chiesa cattolica greco-melchita (1772).

### Vicariati castrensi
- Ordinariato militare in Austria (22 dicembre 1773).

## Concistori per la creazione di nuovi cardinali
Papa Clemente XIV durante il suo pontificato ha creato 17 cardinali nel corso di 12 distinti concistori.

## Genealogia episcopale
La genealogia episcopale è:
- Cardinale Scipione Rebiba
- Cardinale Giulio Antonio Santorio
- Cardinale Girolamo Bernerio, O.P.
- Arcivescovo Galeazzo Sanvitale
- Cardinale Ludovico Ludovisi
- Cardinale Luigi Caetani
- Cardinale Ulderico Carpegna
- Cardinale Paluzzo Paluzzi Altieri degli Albertoni
- Cardinale Gaspare Carpegna
- Cardinale Fabrizio Paolucci
- Cardinale Francesco Barberini
- Cardinale Annibale Albani
- Cardinale Federico Marcello Lante Montefeltro della Rovere
- Papa Clemente XIV, O.F.M.Conv.

## Onorificenze e titoli d'onore
Nel 1759, quando era ancora cardinale, Lorenzo Ganganelli ricevette la cittadinanza onoraria della Repubblica di San Marino. È, a tutt’oggi, l’unico papa che può essere considerato “cittadino sammarinese”.